# Уа (Морбіан)
Уа́ (фр. Houat) — муніципалітет і острів у Франції, в регіоні Бретань, департамент Морбіан. Населення — 216 осіб (01.01.2021).
Муніципалітет розташований на відстані близько 430 км на захід від Парижа, 125 км на південний захід від Ренна, 33 км на південний захід від Ванна.

## Демографія
Динаміка населення (INSEE ):
Розподіл населення за віком та статтю (2006):
| Стать | Всього | До 15 років | 15-24 | 25-44 | 45-64 | 65-85 | Понад 85 |
| --- | ------ | ----------- | ----- | ----- | ----- | ----- | -------- |
| Чоловіки | 179    | 24          | 20    | 48    | 63    | 24    | 0        |
| Жінки | 135    | 28          | 0     | 16    | 63    | 24    | 4        |
| \| Статево-вікова піраміда \| Статево-вікова піраміда \| Статево-вікова піраміда \| \| ----------------------- \| ----------------------- \| ----------------------- \| \| Чоловіки \| Вік \| Жінки \| \| 0 \| 85 + \| 4 \| \| 8 \| 80-84 \| 8 \| \| 8 \| 75-79 \| 4 \| \| 0 \| 70-74 \| 0 \| \| 8 \| 65-69 \| 12 \| \| 12 \| 60-64 \| 8 \| \| 8 \| 55-59 \| 4 \| \| 27 \| 50-54 \| 16 \| \| 16 \| 45-49 \| 35 \| \| 16 \| 40-44 \| 4 \| \| 4 \| 35-39 \| 0 \| \| 8 \| 30-34 \| 8 \| \| 20 \| 25-29 \| 4 \| \| 8 \| 20-24 \| 0 \| \| 12 \| 15-20 \| 0 \| \| 12 \| 10-14 \| 8 \| \| 8 \| 5-9 \| 8 \| \| 4 \| 0-4 \| 12 \| |        |             |       |       |       |       |          |
| Статево-вікова піраміда |        |             |       |       |       |       |          |
| Чоловіки | Вік    | Жінки       |       |       |       |       |          |
| 0 | 85 +   | 4           |       |       |       |       |          |
| 8 | 80-84  | 8           |       |       |       |       |          |
| 8 | 75-79  | 4           |       |       |       |       |          |
| 0 | 70-74  | 0           |       |       |       |       |          |
| 8 | 65-69  | 12          |       |       |       |       |          |
| 12 | 60-64  | 8           |       |       |       |       |          |
| 8 | 55-59  | 4           |       |       |       |       |          |
| 27 | 50-54  | 16          |       |       |       |       |          |
| 16 | 45-49  | 35          |       |       |       |       |          |
| 16 | 40-44  | 4           |       |       |       |       |          |
| 4 | 35-39  | 0           |       |       |       |       |          |
| 8 | 30-34  | 8           |       |       |       |       |          |
| 20 | 25-29  | 4           |       |       |       |       |          |
| 8 | 20-24  | 0           |       |       |       |       |          |
| 12 | 15-20  | 0           |       |       |       |       |          |
| 12 | 10-14  | 8           |       |       |       |       |          |
| 8 | 5-9    | 8           |       |       |       |       |          |
| 4 | 0-4    | 12          |       |       |       |       |          |

## Економіка
2010 року серед 156 осіб працездатного віку (15—64 років) 101 була активною, 55 — неактивними (показник активності 64,7%, у 1999 році було 62,8%). З 101 активної мешканців працювало 85 осіб (47 чоловіків та 38 жінок), безробітними було 16 (7 чоловіків та 9 жінок). Серед 55 неактивних 11 осіб було учнями чи студентами, 26 — пенсіонерами, 18 були неактивними з інших причин.

У 2010 році в муніципалітеті нараховувалося 126 оподаткованих домогосподарств, в яких проживали 249,0 особи, медіана доходів виносила 14 647 євро на одного особоспоживача

## Галерея зображень

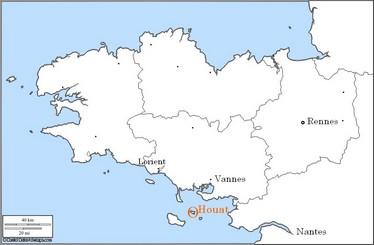
Географічне розташування острова
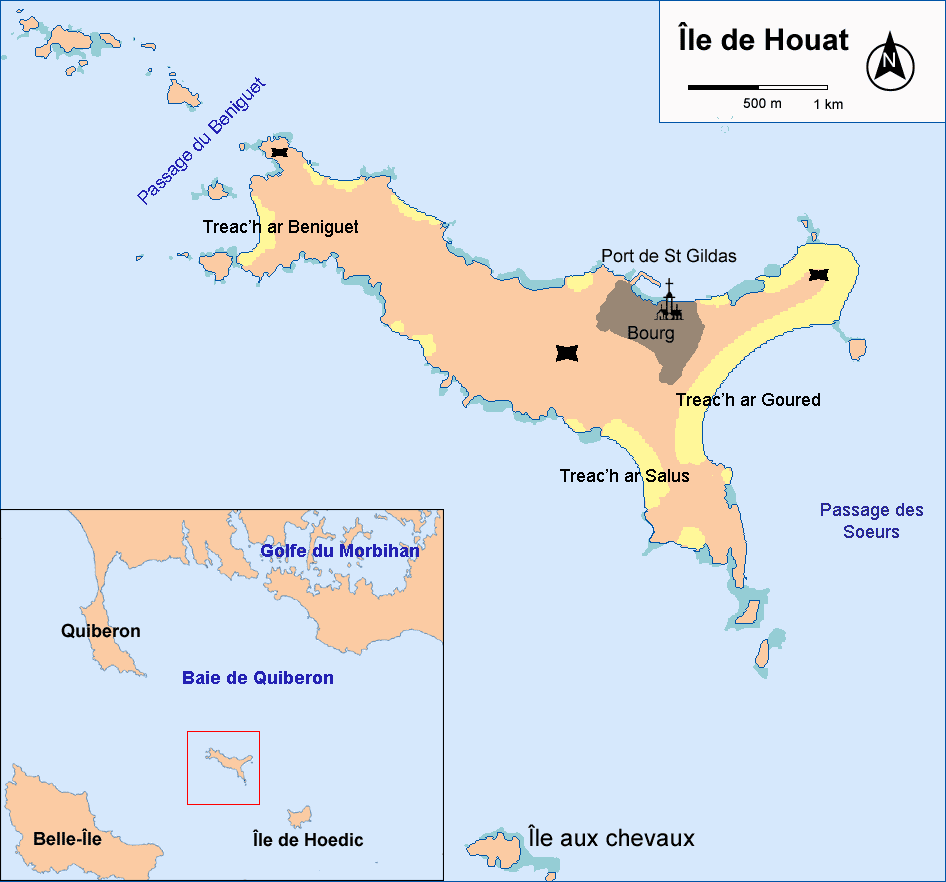
Мапа острова
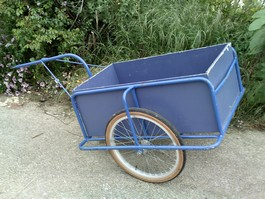
Своєрідний возик
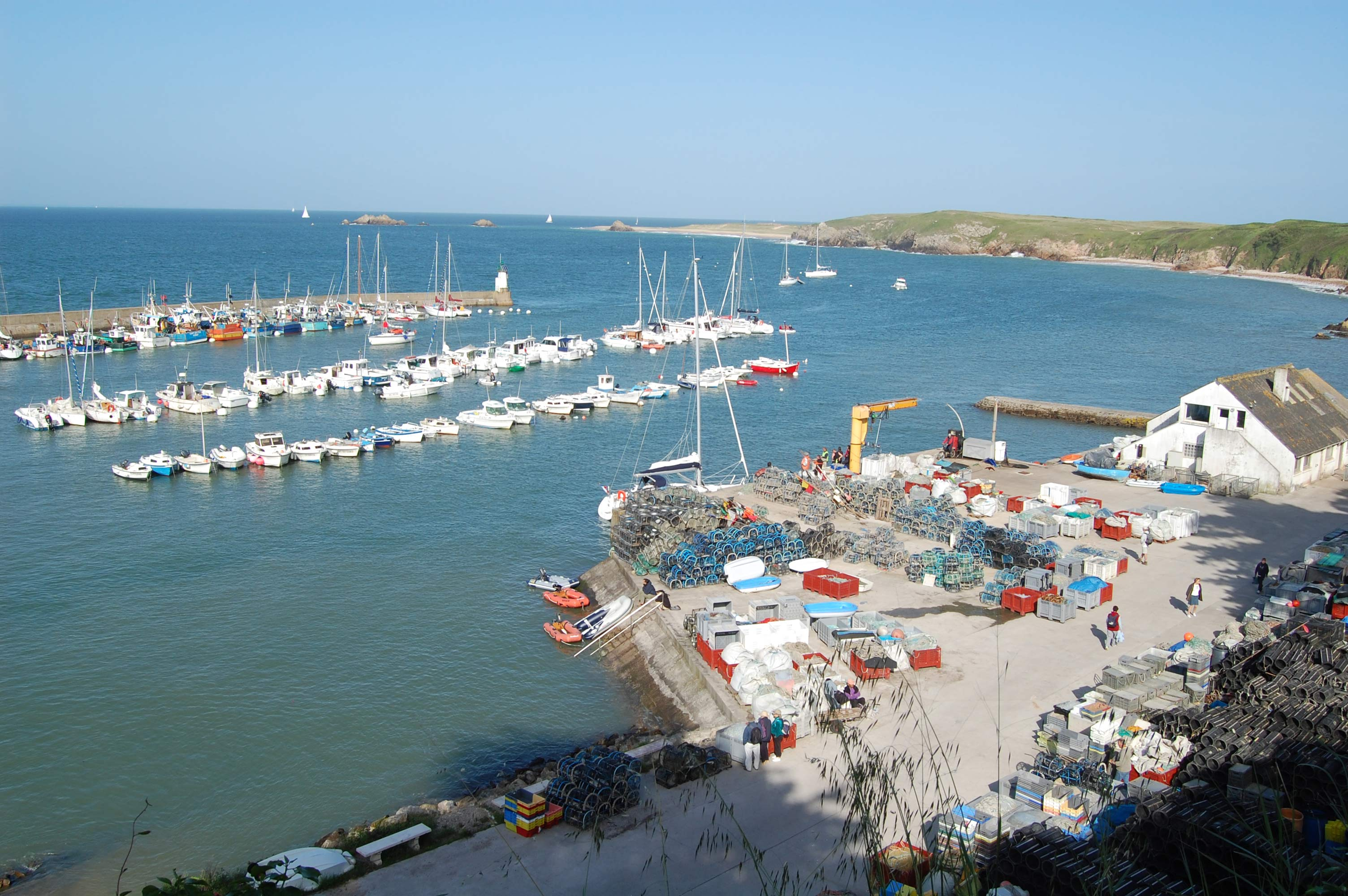
Порт Сен-Ґільдас
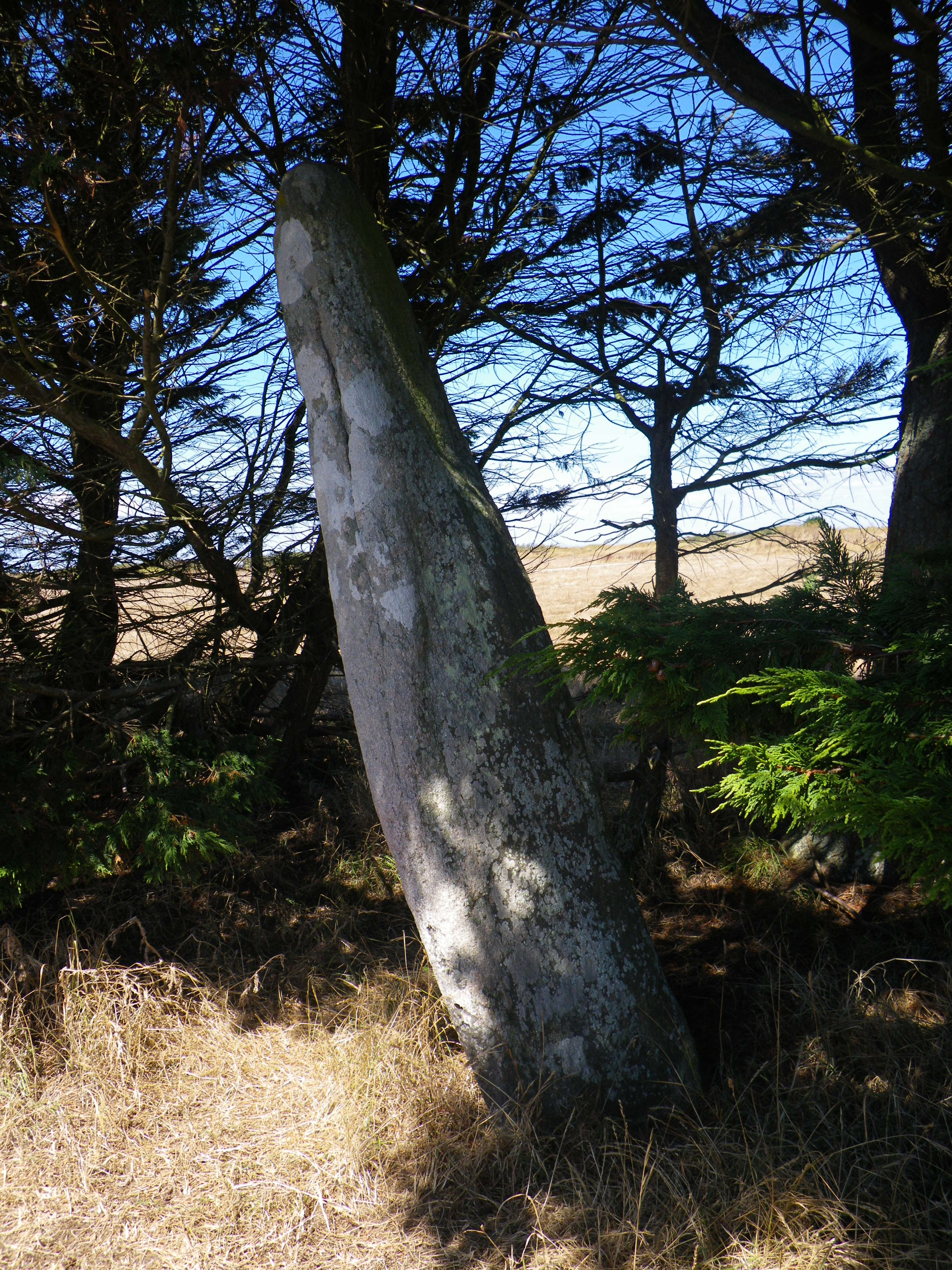
Прадавнє дерево
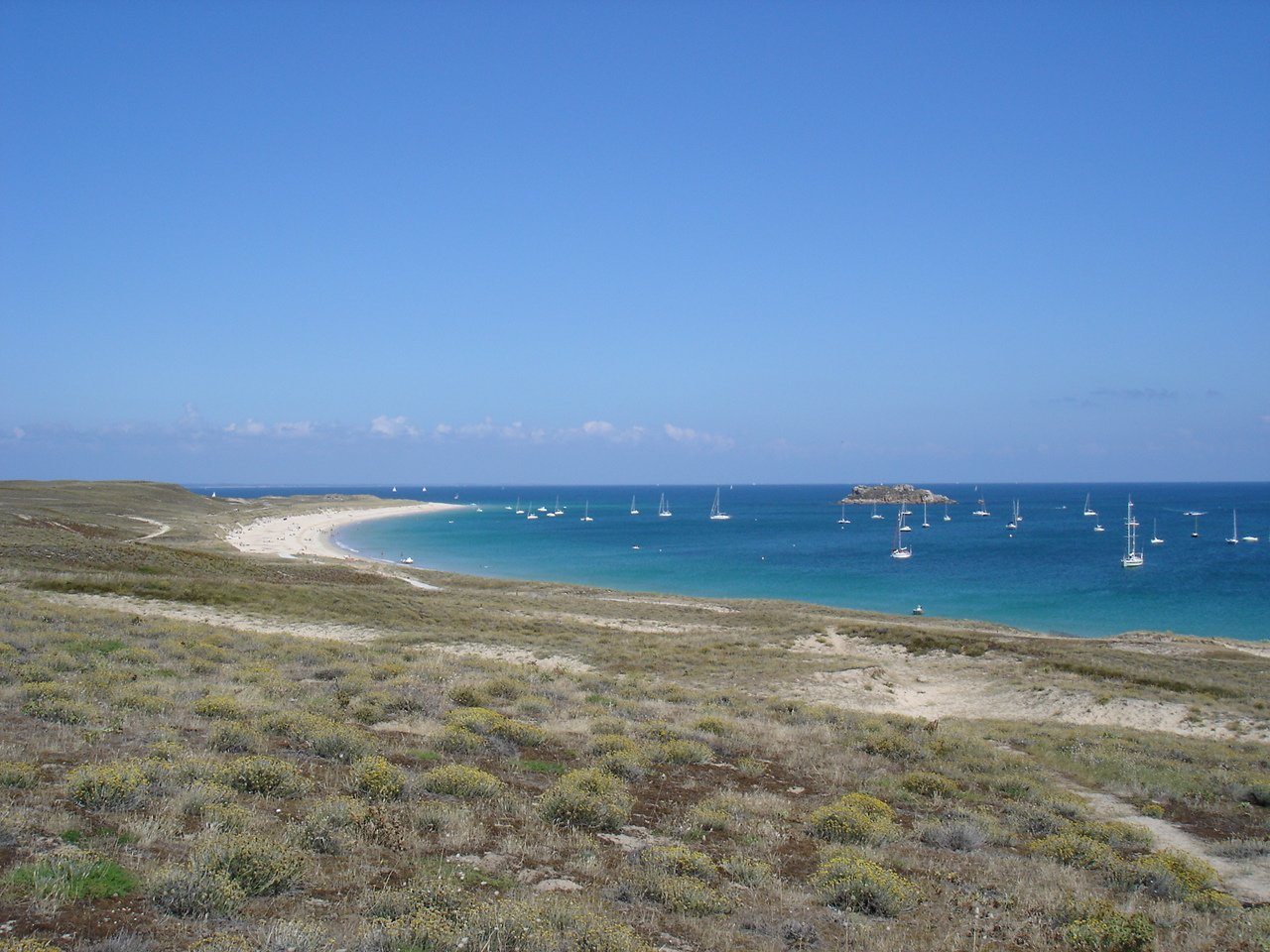
Вид на пляж
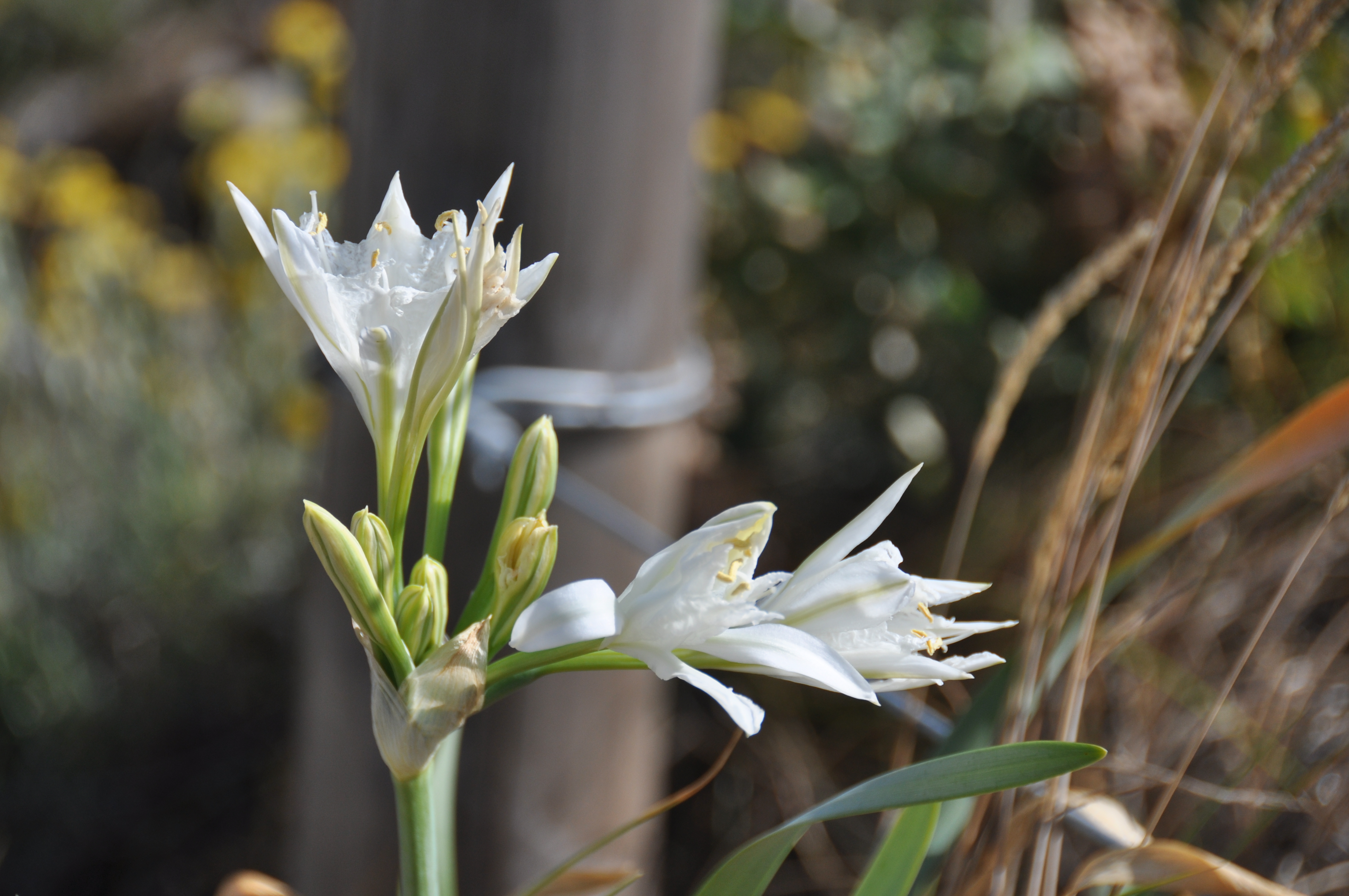
Морська лілія
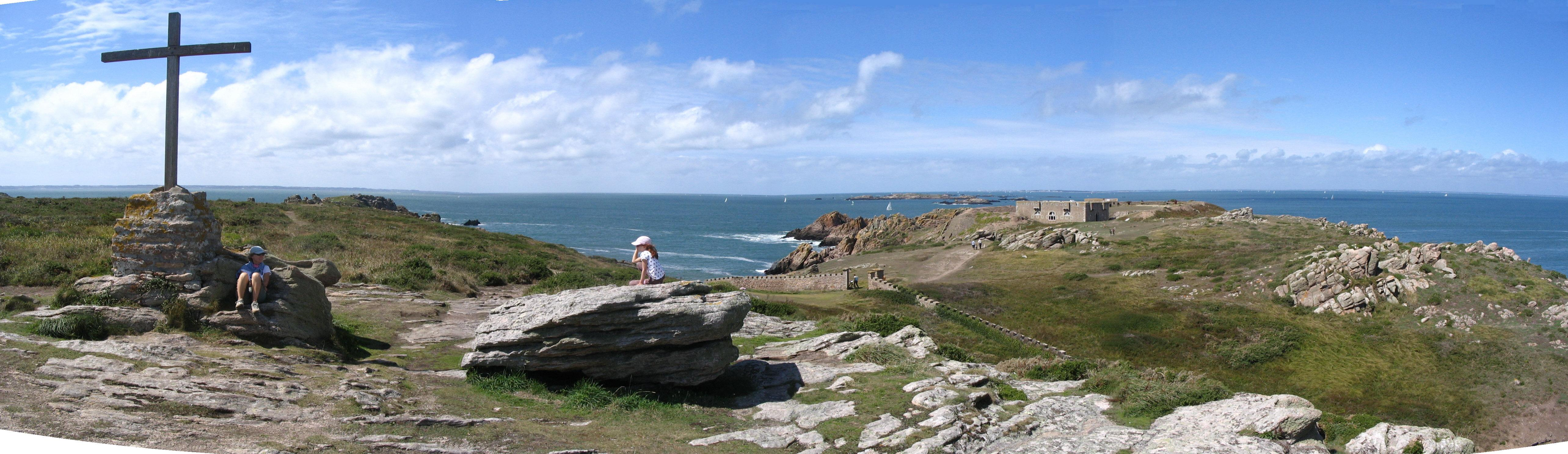
Краєвид острова